# Линия Соя
Главная линия Цоя (яп. 宗谷本線 со:я хонсэн) — железнодорожная линия в Японии, на острове Хоккайдо. Линия соединяет города Асахикава и Вакканай, проходя через крупный город Наёро. Обслуживается Hokkaido Railway Company.

## История
Линия строилась в первую очередь для связи центральной Японии с севером Хоккайдо. Однако в 1905 году, после победы Японии в войне с Россией, к Японии отошла южная часть Сахалина, на которой была создана префектура Карафуто. Новая линия сразу стала стратегически важной — Вакканай был ближайшим к Сахалину портом. Между Вакканаем и Отомари (сегодня Корсаков) была организована паромная переправа, линия стала транзитной.
После поражения Японии во Второй мировой войне и потери Карафуто значение линии упало. Она пролегала по сельским малонаселенным районам, где промышленное производство и добыча полезных ископаемых практически отсутствовали (за исключением лесозаготовок). Помимо этого, значение порта Вакканай как грузового упало, перевалка грузов на станции Вакканай прекратилась к концу 1970-х. К середине 1990-х все линии, примыкавшие к линии Соя севернее Син-Асахикавы, были закрыты.
- 12.08.1898: Hokkaido Government Railway сдана в эксплуатацию линию Тэсио (天塩線 тэсио сэн) (I) Асахикава — Нагаяма.
- 25.11.1898: Линия продлена до Ранру.
- 15.11.1899: Линия продлена до Вассаму.
- 05.08.1900: Линия продлена до Сибецу.
- 03.09.1900: Линия продлена до Наёро.
- 01.04.1905: Линия передана Имперским железным дорогам Японии.
- 03.11.1911: Линия продлена до Онненая.
- 21.09.1912: Линия Тэсио (I) переименована в Линию Соя (яп. 宗谷線 со:я сэн).
- 05.11.1912: Линия продлена до Отоинеппу.
- 20.10.1919: Линия Соя переименована в Главную линию Соя (яп. 宗谷本線 со:я хонсэн).
- 05.10.1921: Линия переименована обратно в Линию Соя.
- 01.11.1922: Открыт участок Отоинеппу — Хама-Томбецу — Вакканай (позднее Минами-Вакканай), ставший позднее линией Тэмпоку.
- 04.11.1922: Линия переименована обратно в Главную линию Соя.
- 08.11.1922: Открыт участок линии Тэсио (II) Отоинеппу — Помпира (Тэсио-Накагава).
- 01.05.1923: Открыта железнодорожная паромная переправа Вакканай — Отомари (Корсаков).
- 10.11.1923: Линия Тэсио продлена до Тойкамбецу.
- 25.06.1924: Северная линия Тэсио (天塩北線 тэсио хокусэн) открыта между Вакканаем и Кабутонумой. Линия Тэсио переименована в Южную линию Тэсио (天塩南線 тэсио нансэн).
- 20.07.1925: Южная линия Тэсио продлена до Хоронобе.
- 25.09.1926: Северная и южная линии Тэсио соединены, новая линия получила название линия Тэсио (天塩線 тэсио сэн) (II).
- 26.12.1928: Открыт участок Вакканай — Вакканай-Минато (порт).
- 01.04.1930: Линия Тэсио передана в состав линии Соя. Старый маршрут Отоинеппу — Хама-Томбецу — Вакканай стал новой линией Китами (北見線 китами сэн), впоследствии ставшей линией Тэмпоку (天北線 тэмпоку-сэн).
- 01.10.1938: Преобразование паромной переправы в железнодорожную, с возможностью перевозки вагонов.
- 01.02.1939: Станция Вакканай-Минато переименована в Вакканай, старая станция Вакканай — в Минами-Вакканай.
- 24.08.1945: С приходом в Вакканай парома Соямару паромная переправа Вакканай — Отомари прекращена в связи с занятием последнего советскими войсками и последующей передачей бывшей префектуры Карафуто Советскому Союзу.
- 15.07.1965: Открыт тоннель Симодайра, линия перенесена. Таким образом уменьшена опасность лавин.
- 10.11.1984: Введена в строй автоблокировка, на 29 станциях автоматизирована продажа билетов.
- 01.11.1986: Введена диспетчерская централизация, с вышеозначенных станций убран персонал.
- 01.04.1987: Приватизация Japanese National Railways, Hokkaido Railway Company получила контроль над всей линией Соя по 1 категории (владение инфраструктурой), Japan Freight Railway Company — по 2 категории (аренда путей) между Асахикавой и Наёро.
- 03.2000: Реконструкция участка Асахикава — Наёро. Запущен экспресс Super Soya.

Сегодня на линии осуществляется в основном пассажирское сообщение. Курсируют местные поезда, ускоренный поезд Sarobetsu и экспресс Super Soya. Грузовое движение есть только между Асахикавой и Наёро.

## Тоннель Сахалин — Хоккайдо
Россией неоднократно предлагался проект строительства тоннеля между Сахалином и Хоккайдо под проливом Лаперуза. После постройки тоннеля Сахалин — материк такой тоннель позволит связать Японию с евразийской железнодорожной сетью и таким образом открыть сухопутный путь в Европу для японских товаров. При осуществлении этого проекта линия Соя вновь станет транзитной. Однако в настоящий момент интерес к российскому предложению в Японии невелик ввиду его высокой стоимости, а также наличия конкурирующего проекта тоннеля между Японией и Кореей. Помимо этого, японский габарит подвижного состава значительно уже европейского и российского, что сделает невозможным пропуск иностранных вагонов через тоннели линии Соя без ее перестройки.

## Планы закрытия
Линия Соя, особенно ее участок севернее Наёро, где нет грузовых перевозок, является убыточной — пассажиропоток на ней составляет менее 2000 пассажиров/км. В 2016 году Hokkaido Railway Company сообщила об ожидаемых рекордных убытках в ¥44 млрд. Для сокращения расходов планируется рационализация (закрытие или повышение субсидий на эксплуатацию) почти половины линий компании к 2020 году. Если к этому сроку JR Hokkaido не сможет достичь соглашения с местными органами самоуправления о дополнительных субсидиях на поддержание сообщения, участок линии Соя Наёро — Вакканай может быть закрыт.